# کاخ لیندرهوف

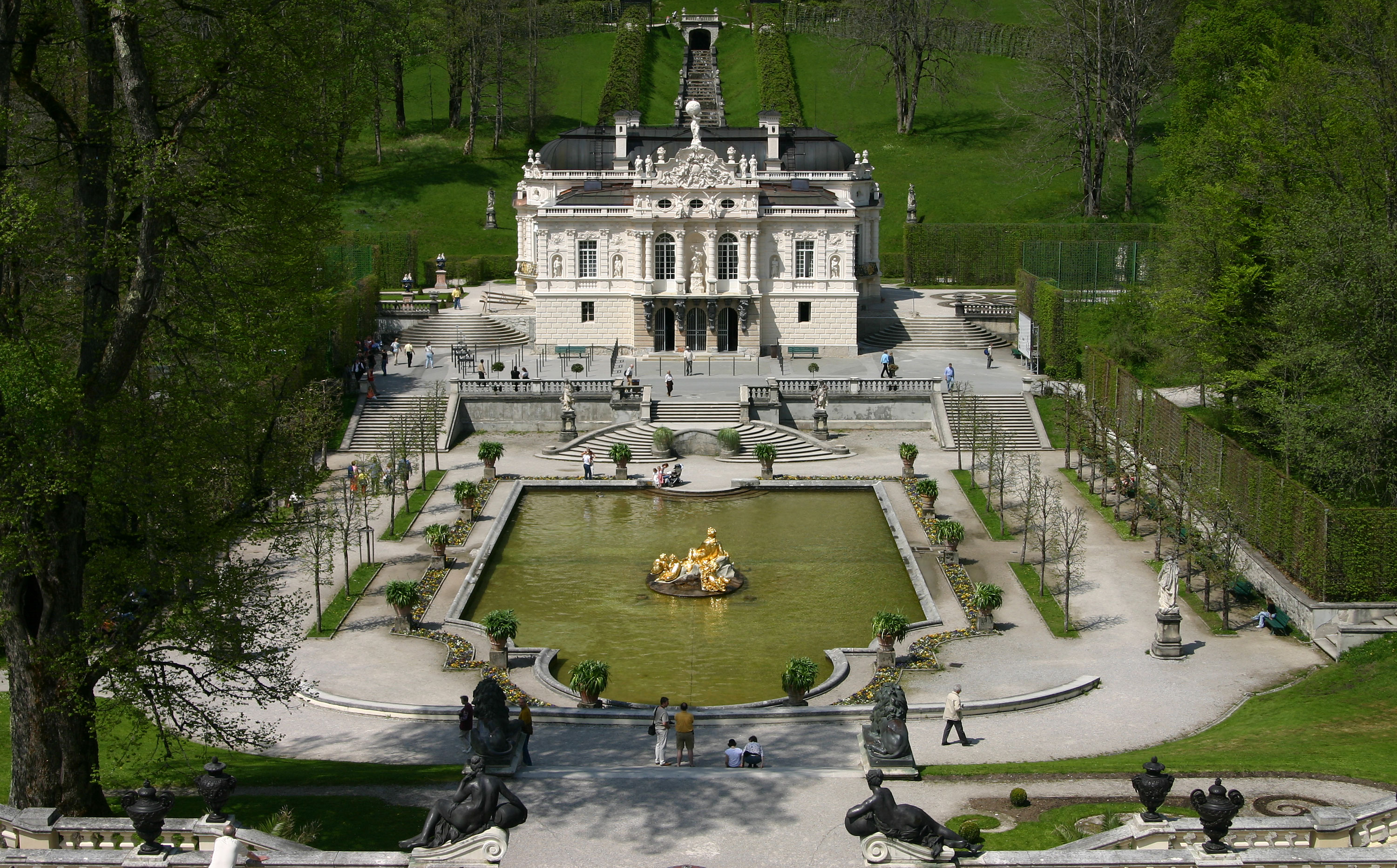
کاخ لیندرهوف

کاخ لیندرهوف (آلمانی: Schloss Linderhof) یک کاخ در جنوب غربی ایالت بایرن، آلمان است.
این کاخ که به دستور لودویگ دوم پادشاه بایرن ساخته شده در سال ۱۸۸۶ میلادی تأسیس شده‌است. کاخ لیندرهوف شامل تالار آینه، اتاق ملاقات، اتاق خواب، اتاق غذاخوری و تالارهای شرقی و غربی می‌شود.
کاخ لیندرهوف دارای باغی زیبا می‌باشد که توسط کارل فن افنر به صورت باغ انگلیسی با عناصر معماری باروک و رنسانس ایتالیایی ساخته شده‌است.

## نگارخانه

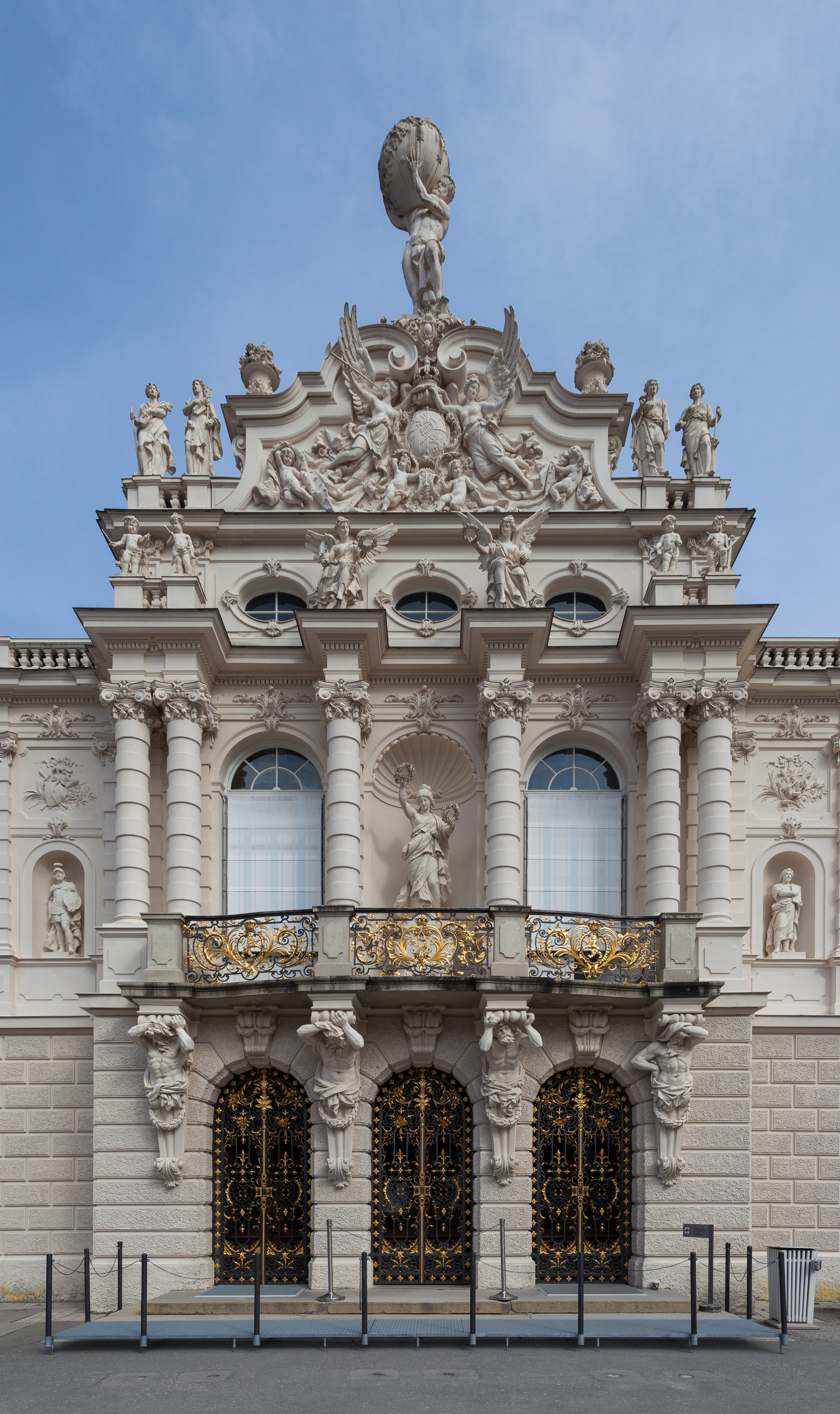
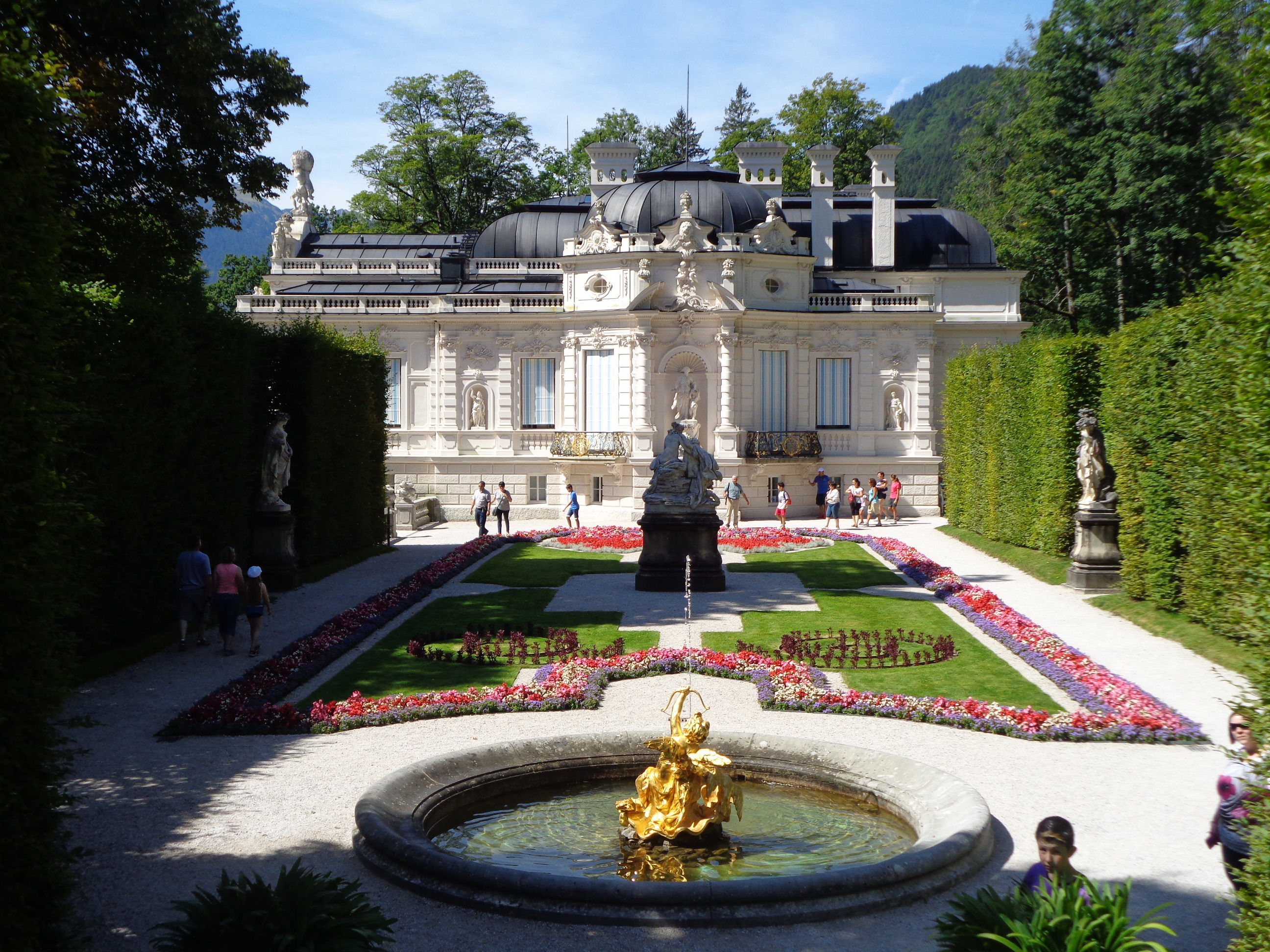
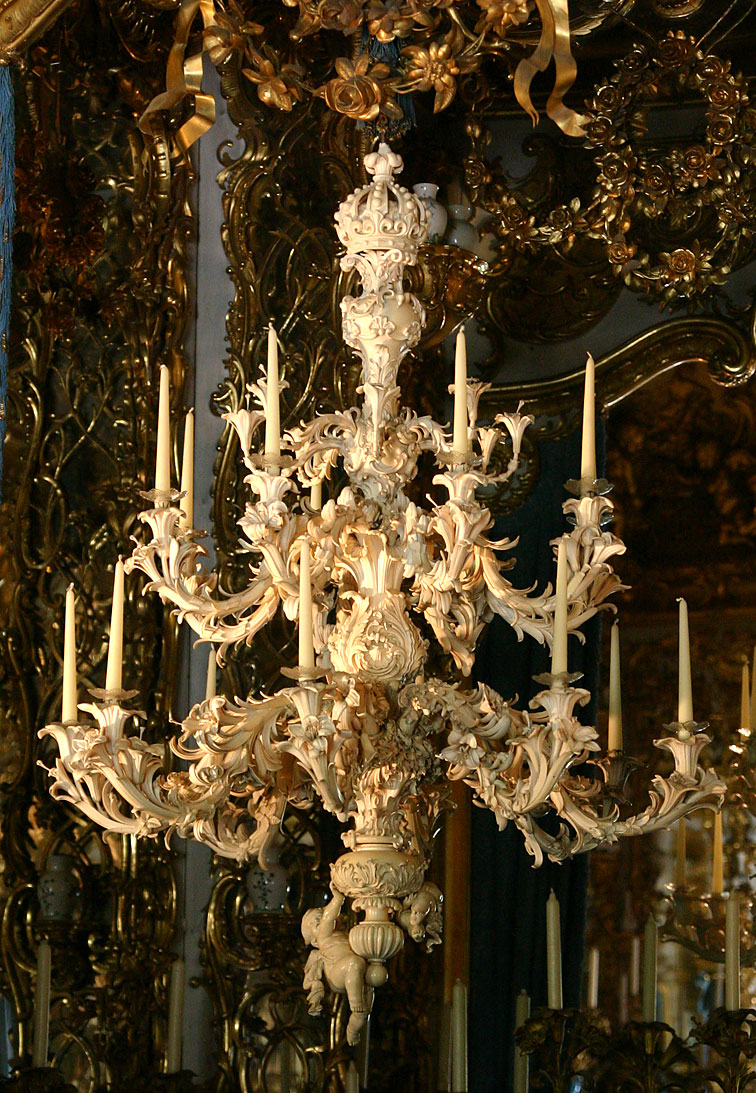
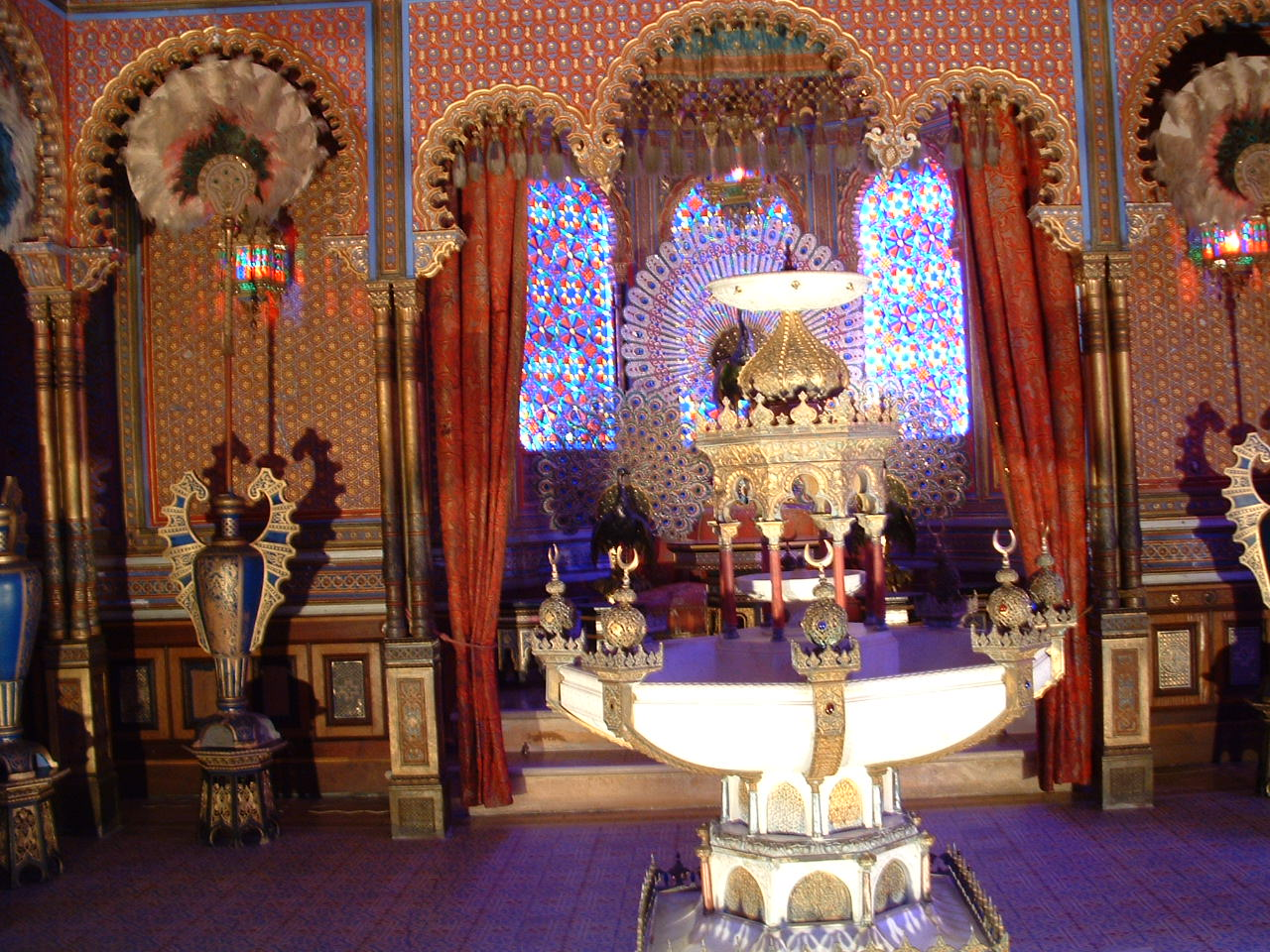
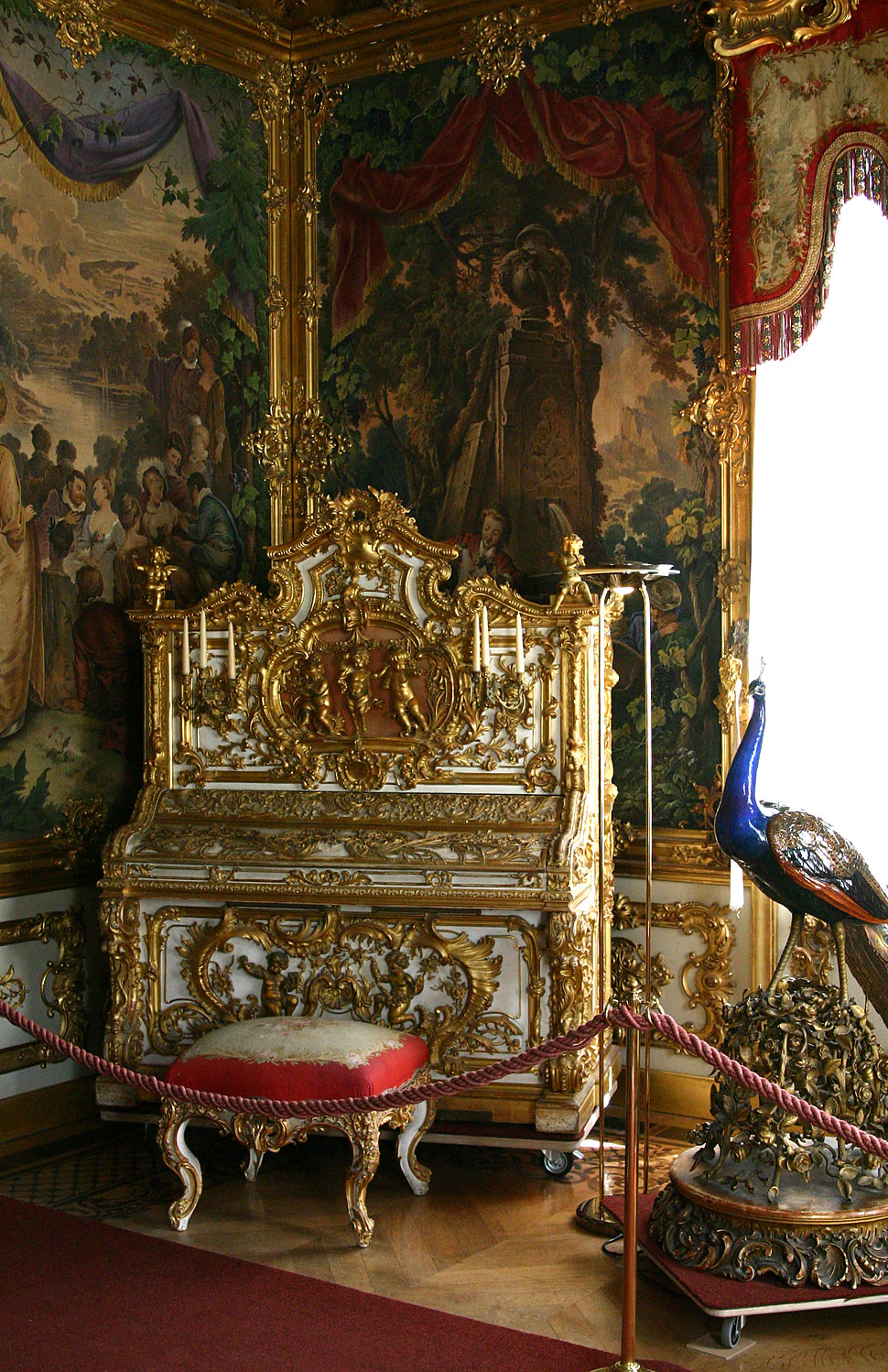
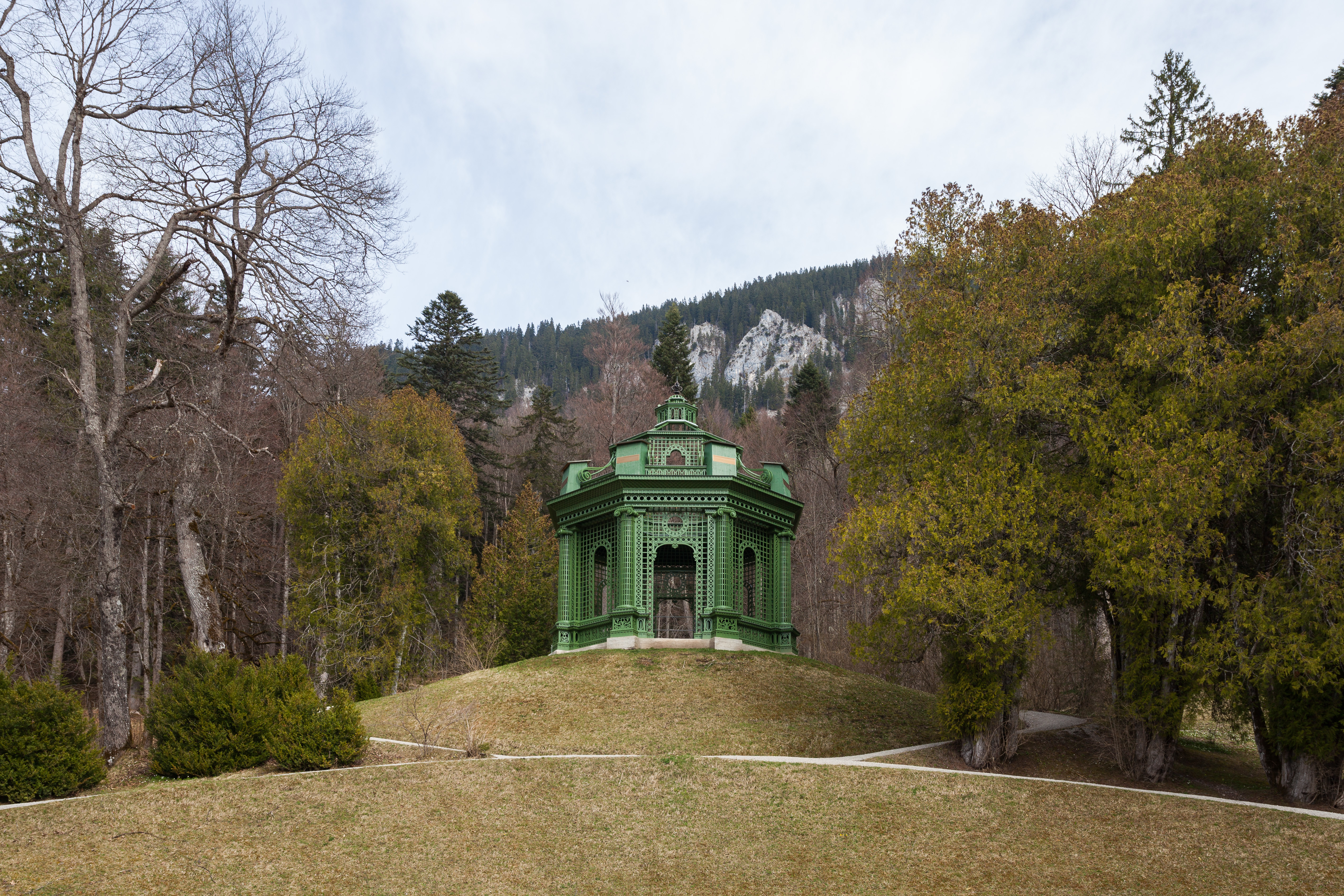
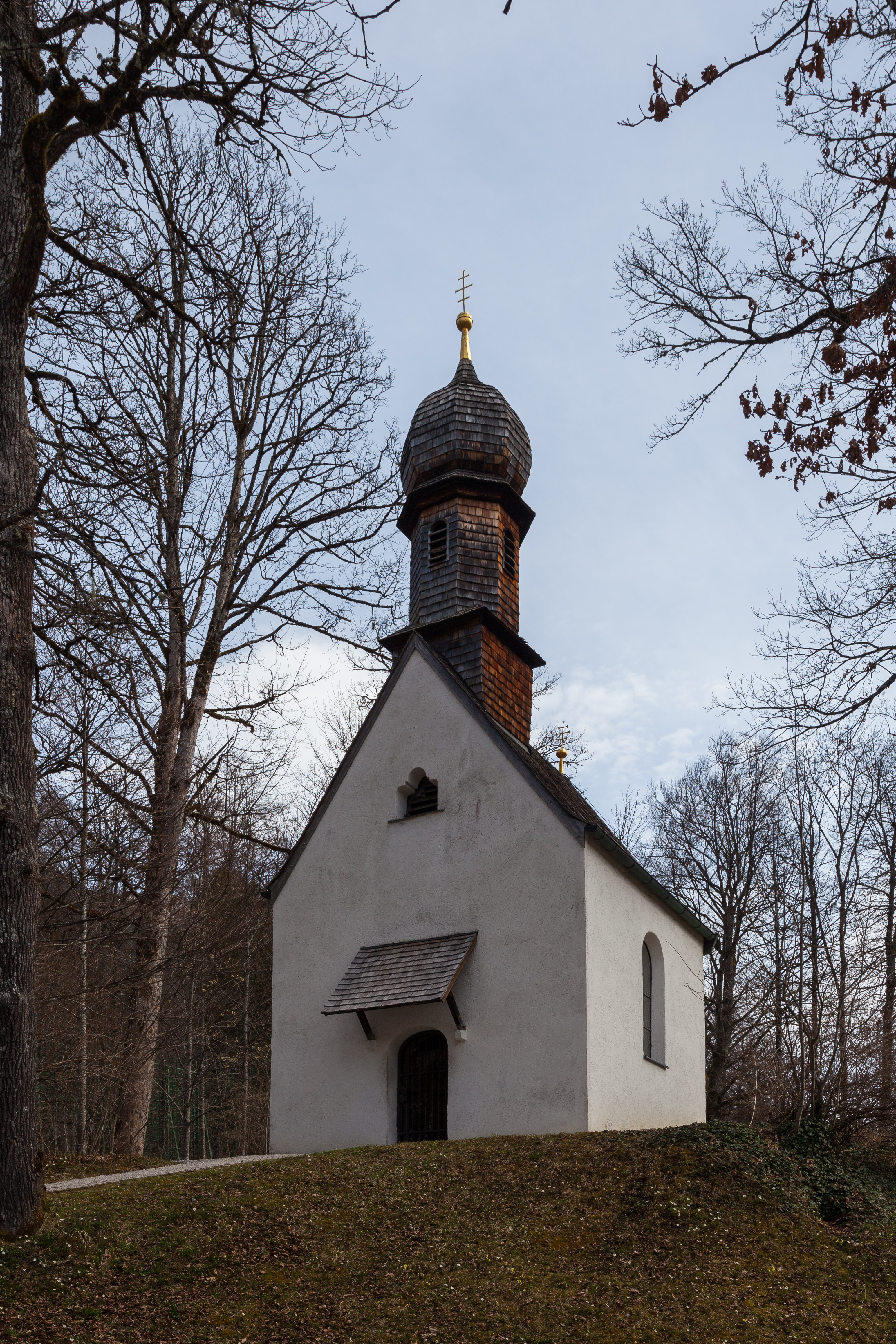